# Ethan de Rose
Ethan de Rose (2002. április 22. –) új-zélandi rövidpályás gyorskorcsolyázó, ifjúsági olimpikon.

## Élete
Édesanyja unszolására kezdett el korcsolyázni négyévesen. Legjobb junior korosztályos eredményét 2019-ben érte el. A montréali világbajnokságon a 17. helyet szerezte meg a fiúk 1500 méteres versenyében, kivívva a következő évi téli ifjúsági olimpiai játékokon való indulás jogát.
2020 elején Lausanne-ban, 17 esztendősen, a fiúk 1000 méteres távját a 7. helyen zárta, az 500 méteres viadal fináléját pedig a 10. helyen fejezte be. Az ifjúsági olimpiai játékok utolsó napján rendezett vegyes váltó döntőjét követően a dobogó harmadik fokára állhatott fel.
Az olaszországi Bormióban rendezett 2020-as junior világbajnokságon mind 1000 méteren, mind pedig 1500 méteren a 30. helyen zárt.